# Rio Itararé
Rio Itararé är ett vattendrag i Brasilien. Det ligger i den södra delen av landet, 800 km söder om huvudstaden Brasília.
Omgivningarna runt Rio Itararé är en mosaik av jordbruksmark och naturlig växtlighet. Runt Rio Itararé är det glesbefolkat, med 9 invånare per kvadratkilometer.